# Воп
Воп (на руски: Вопь) е река в Смоленска област, Русия. Тя е десен приток на Днепър. Дължината ѝ е 158 km, a водосборният басейн е с площ 3300 km². Средният обем на водния поток е 22 m³/s.
Извира от блатата на Смоленската височина. Влива се в Днепър близо до село Соловьово, Кардимовски район.
Бреговете на долния ляв бряг (след Ярцев) са гористи, а в горното и средното течение са открити площи. Град Ярцево е разположен на реката.
Река Воп е място на интензивни бойни действия, част от операция „Барбароса“, в района на Смоленск през периода юли – септември 1941 г.

## Галерия
- Автомобилен мост над Воп към Ярцево
- Изглед към реката от автомобилния мост към Ярцево
- Железопътен мост над Воп
- Долното течение на Воп